# 1559 en littérature
| Années de la littérature : 1556 - 1557 - 1558 - 1559 - 1560 - 1561 - 1562    |
| Décennies de la littérature : 1520 - 1530 - 1540 - 1550 - 1560 - 1570 - 1580 |

Cet article présente les faits marquants de l'année 1559 en littérature.

## Événements
- 31 décembre 1558 : le pape Paul IV fait publier le premier Index, qui interdit les écrits hostiles à l'Église[1].
- 5 février (nouveau style) : La Trésorière, comédie de Jacques Grévin est représentée au collège de Beauvais à Paris[2].
- 17 août : publication de l'Index de l'Inquisition espagnole (es) à la demande de l'inquisiteur général Fernando de Valdés[3]. Quatorze œuvres d’Érasme sont interdites[4].

## Parutions

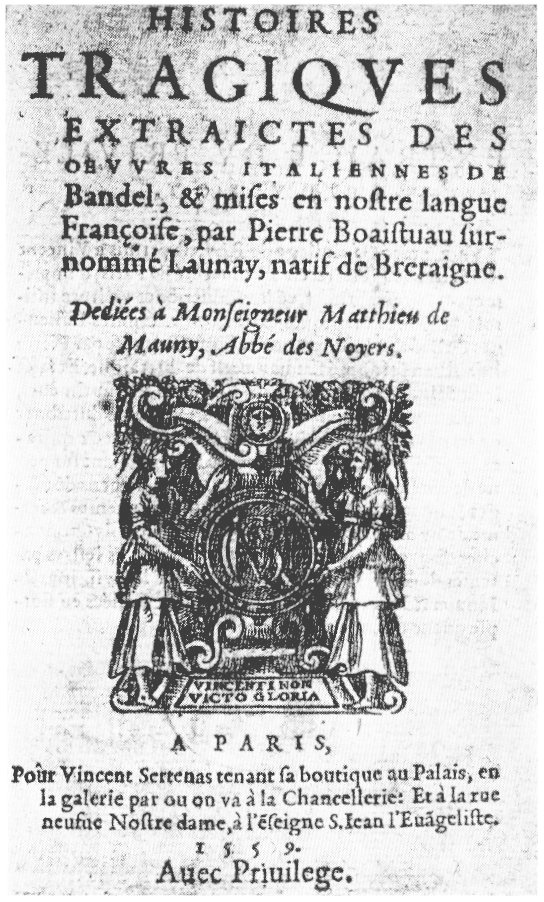
Histoires Tragiques, extraictes des œuvres italiennes de Bandel, par Pierre Boaistuau, surnommé Launay

- 17 janvier (nouveau style) : Histoires Tragiques, extraictes des œuvres italiennes de Bandel, traduites et adapté par Pierre Boaistuau, obtient un privilège du roi ; le livre est publié à Paris chez Vincent Sertenas[5]. La troisième des six nouvelles de Mathieu Bandello traduite est l’histoire de Roméo et Juliette[6].
- 2 mai : achevé d'imprimer du récit autobiographique Les voyages avantureux du capitaine Jan Alfonce, qui paraît à Poitiers chez Marnef et Bouchet[7].
- 1er juillet : Vincent Sertenas obtient un privilège du roi pour publier à Paris Les Amours pastorales de Daphnis et Chloë de Longus, traduit du grec par Jacques Amyot[8] .

- Parution à Bâle, chez Jean Oporinus, du premier volume de l'Histoire ecclésiastique, contenant les trois premières Centuries de Magdebourg, qui exposent le devoir de révolte des peuples face à l’absolutisme. Les treize volumes sont publiés jusqu'en  1574[9]. L’ouvrage, auquel participe Flacius Illyricus (1520-1575), est destiné à fournir des arguments, des textes et des preuves aux théologiens luthériens[10].
- Diane (Los siete libros de la Diana (es)), roman pastoral de Jorge de Montemayor, est publiée à Valence[11].
- Seconde édition posthume de L'Heptaméron, recueil de 72 nouvelles de Marguerite de Navarre, publié par Claude Gruget à Paris[12].
- Le Poète courtisan, satire de Joachim du Bellay[13].

## Naissances
- 14 décembre : Lupercio Leonardo de Argensola, poète et chroniqueur espagnol († 1613).

## Décès
- Sebastián Fox Morcillo, philosophe espagnol (année probable de la mort)